# اوز (نور)
اوز روستایی از توابع بخش بلده 

## جم
ن روستا در دهستان اوزرود قرار دارد و براساس سرشماری مرکز آمار ایران در سال ۱۳۸۵، جمعیت آن ۱۴۹ نفر (۵۹خانوار) بوده است. مردم اوز از قومیت طبری هستند که ریشه آن به قوم تپوری می‌رسد. مردم اوز به زبان طبری (مازندرانی) و گویش کجوری سخن می‌گویند.